# Nokia Lumia 1020
Nokia Lumia 1020 este un smartphone cu sistemul de operare Windows Phone 8 care a fost prezentat pe 11 iulie 2013. Este disponibil în culorile negru, galben și alb. Este succesorul lui Nokia 808 PureView.

## Construcție
Slotul micro SIM și mufa audio de 3.5 mm se află pe partea de sus. Rocker-ul de volum, declanșatorul camerei foto și butonul de pornire/oprire toate sunt din aluminiu și sunt situate pe partea dreaptă.
Portul micro-USB se află pe partea de jos al dispozitivului.
Partea frontală dispune de un ecran WXGA și de o cameră frontală, sub ecran sunt cele 3 taste capacitive înapoi, acasă și căutare.

## Camera
Senzorul camerei oferă iluminare din spate (BSI) care îmbunătățește performanțele la lumină scăzută, iar stabilizatorul optic de imagine (OIS) pentru a reduce mișcarea camerei foto, care îmbunătățește performanța la lumină scăzută și reduce tremuratul în videoclipuri. 
Senzorul camerei este de 41 megapixeli cu senzorul de imagine 1/1.5 sau 9x7 mm, cu lentile Carl Zeiss cu șase obiective fizice, și senzorul este capabil să facă 38 de megapixeli și 5 megapixeli imagini simultane (cel din urmă pentru partajarea socială). În modul 16:9, Lumia 1020 face capturi de 34 megapixeli și 5 megapixeli. Camera frontală este de 2 megapixeli cu diafragma f/2.2 și captură video 720p. 

## Ecran
Are un ecran AMOLED PureMotion de 4.5 țoli protejat de Gorilla Glass 3 cu rezoluția WXGA (1280 x 768 pixeli cu 334 ppi).

## Hardware
Are un procesor Snapdragon dual-core tactat la 1.5 GHz, alături de 2 GB memorie RAM, spațiul de stocare intern este de 32 GB și oferă 7 GB de stocare în SkyDrive.

## Variante
| Model                                        | RM-875                                                    | RM-876                                                      | RM-877                                               |
| -------------------------------------------- | --------------------------------------------------------- | ----------------------------------------------------------- | ---------------------------------------------------- |
| 2G                                           | Quad-band GSM/EDGE (850/900/1800/1900 MHz)                | Quad-band GSM/EDGE (850/900/1800/1900 MHz)                  | Quad-band GSM/EDGE (850/900/1800/1900 MHz)           |
| 3G                                           | Quad-band HSPA+ 1, 2, 5/6, 8 (850/900/1900/2100 MHz)      | Pentaband HSPA+ 1, 2, 4, 5/6, 8 (850/900/AWS/1900/2100 MHz) | Quad-band HSPA+ 1, 2, 5/6, 8 (850/900/1900/2100 MHz) |
| 4G                                           | Pentaband LTE 1, 3, 7, 8, 20 (2100/1800/2600/900/800 MHz) | Nu                                                          | Quad-band LTE 2, 4, 5, 17 (700/850/1700/1900 MHz)    |
| Viteza maximă de descărcare/încărcare/upload | LTE: 100/50 Mbit/s DC-HSPA+: 42.2/5.76 Mbit/s             | HSPA+: 21/5.76 Mbit/s                                       | LTE: 100/50 Mbit/s DC-HSPA+: 42.2/5.76 Mbit/s        |

## Conectivitate
Lumia 1020 funcționează cu o cartelă microSIM pe conexiunea 3G sau 4G. Are un port micro-USB 2.0, o mufă audio de 3.5 mm, iar conectivitatea este asigurată de Wi-Fi 802.11 a/b/g/n dual-band, Bluetooth 3.0 cu A2DP, EDR și Near Field Communication (NFC).

## Software
Lumia 1020 se bazează pe sistemul de operare Windows Phone 8.
Nokia Smart Camera realizează o secvență de fotografii și permite utilizarea fotografiilor pentru a adăuga efecte de mișcare, elimina obiectele nedorite și de a alege cea mai bună față la fiecare persoană într-o fotografie de grup.
Nokia Pro Camera permite realizarea fotografiilor în modul automat sau de a prelua controlul deplin asupra expunerii, timpul de expunere, setări ISO, balansul de alb și asupra focalizării.
Player-ul audio redă formatele MP3/WMA/WAV/eAAC+ și player-ul video MP4/DivX/XviD/H.264/H.263/WMV.

## Bateria
Bateria are capacitatea de 2000 mAh. Vine echipat cu mecanismul de încărcarea wireless, dar pentru asta trebuie achiziționat un accesoriu.
Lumia 1020 oferă 13.3 ore de convorbire în 3G și până la 16 zile de stand-by. Durata de redare video este de 6.8 ore și 63 de ore muzică. 